# Albert Hendschel
Pour les articles homonymes, voir Hendschel.
Albert Louis Ulrich Hendschel (né à Francfort-sur-le-Main le 8 juin 1834 et mort dans cette même ville le 22 octobre 1883) est un dessinateur et caricaturiste allemand.

## Éléments biographiques
Fils d'un géographe et éditeur qui dispose des moyens nécessaires pour lui permettre de faire des études artistiques, Albert Hendschel dessine pour lui-même, sans fréquenter les cours de l'académie, et refuse d'illustrer des livres estimant que la gravure sur bois dénature ses œuvres. À la suite du développement de la photolithographie, il se laisse convaincre, vers 1871, de publier chez son père un premier portfolio intitulé Aus Albert Hendschel's Skizzenbuch, rassemblant 40 dessins, qui seront ultérieurement reproduits  sous la forme de cartes postales. D'autres séries de dessins seront encore publiées : Ernst und Scherz, Lose Blätter et Allerlei.

## Œuvres
- Aus Albert Hendschel's Skizzenbuch, vol. 2, Frankfurt a.M., M. Hendschel, 1886 (lire en ligne)

### Source
- « Illustrators: Albert Louis Ulrich Hendschel (Germany, 1834-1883) », sur Historical Boy's Clothing, :16 février 2009 (consulté le 5 avril 2015)